# Sint-Barbarakerk (Maldegem)

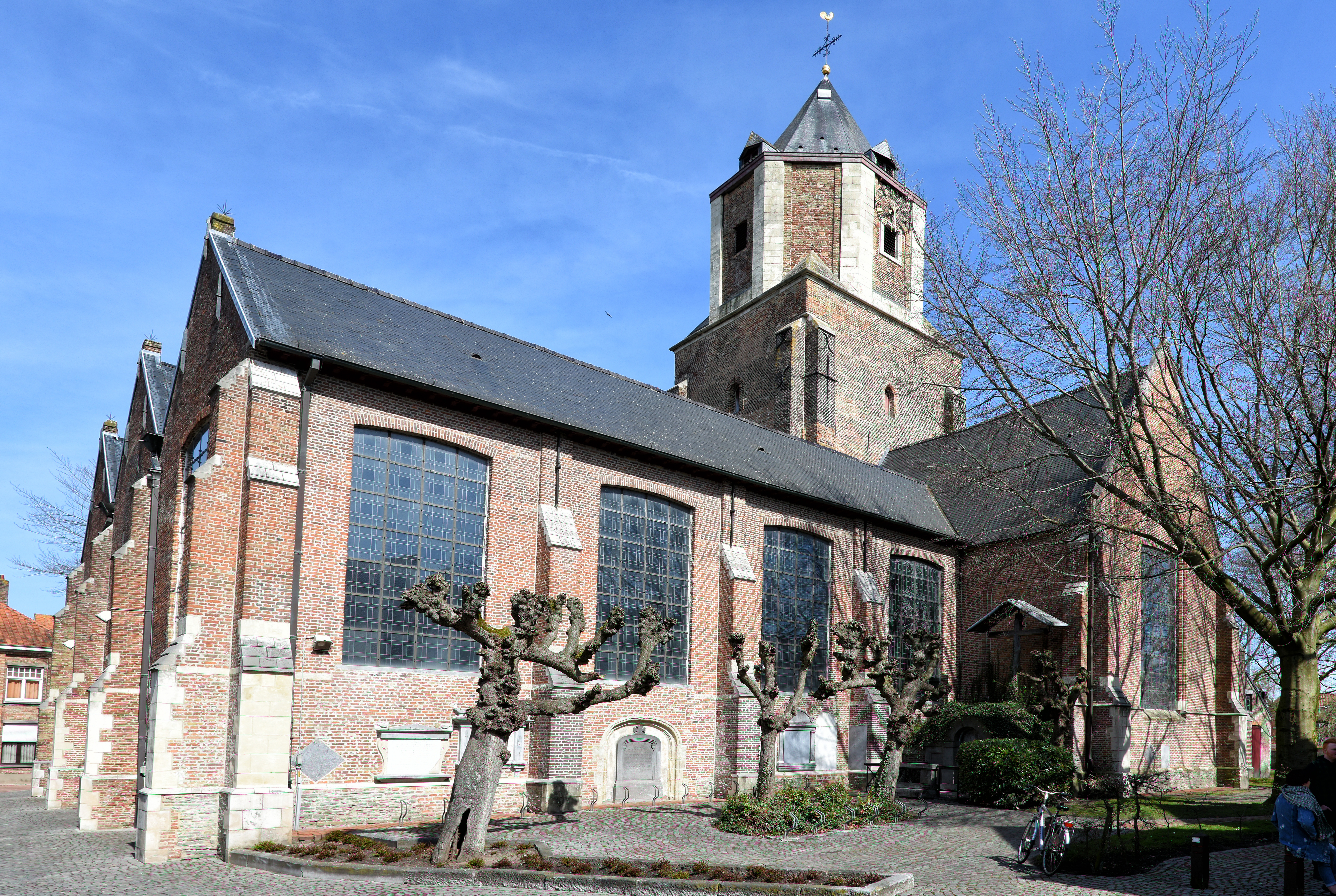
De Sint-Barbarakerk (2018)

De Sint-Barbarakerk is een kerkgebouw in de Belgische plaats Maldegem. De kerk is toegewijd aan Barbara van Nicomedië.
De eerste kerk werd hier in 1074 gebouwd met Sint-Pieter als patroonheilige. Het was een kruiskerk. De zware onderbouw van deze kerk is nog bewaard.

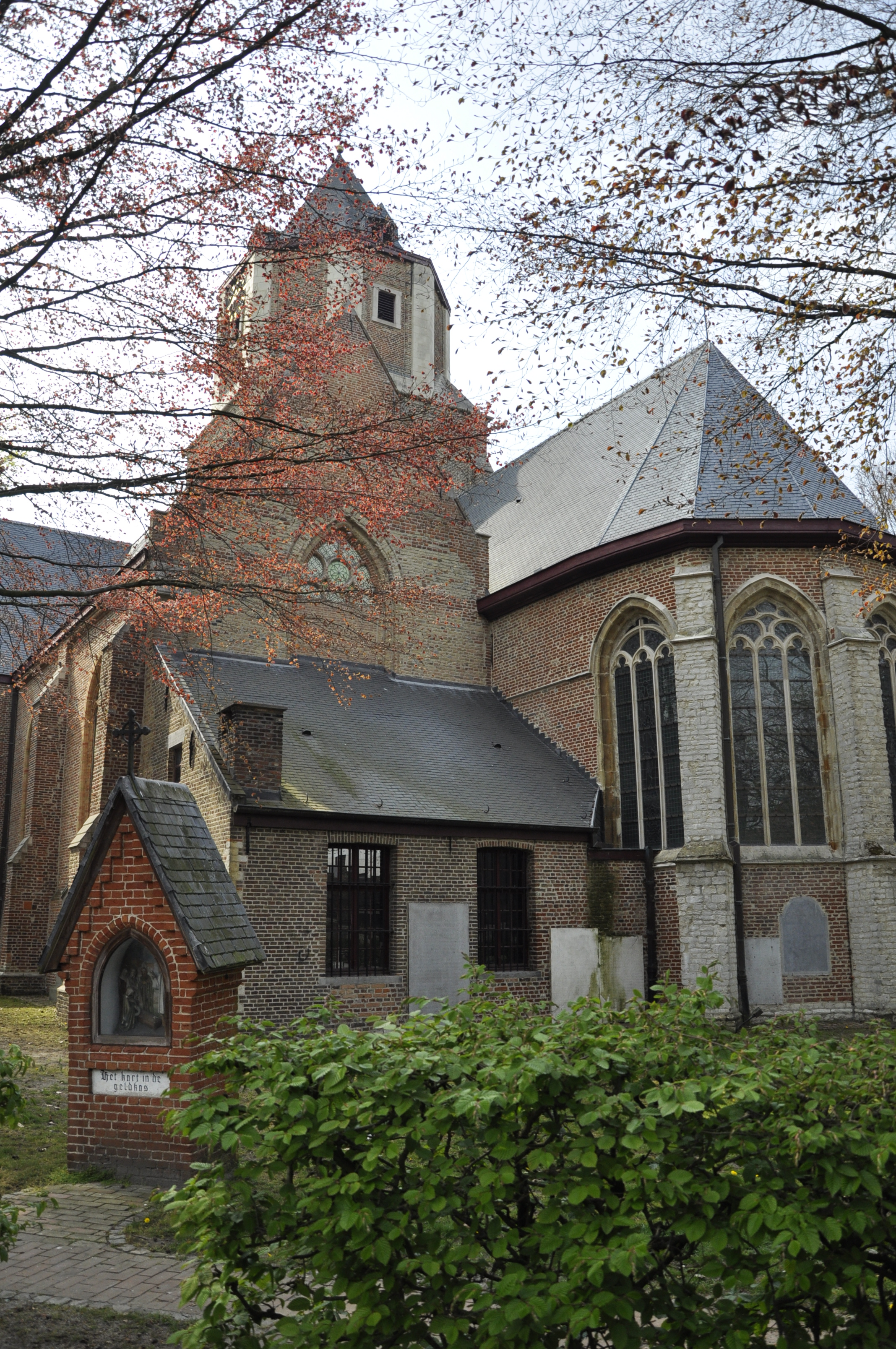
De Sint-Barbarakerk met een kapel van de ommegang

De viering en het onderste stuk van de vieringtoren werden rond 1300 opgetrokken en rust op trompen. Het huidige laatgotisch priesterkoor is uit de 15e eeuw, het transept werd in 1620 herbouwd. De achtkantige vieringtoren werd gedeeltelijk herbouwd in de eerste helft van de 17e eeuw. Het schip, verwoest in 1578, is dan weer neoclassicistisch en stamt uit 1878-79.
Zware steunberen stutten de westelijke frontgevel van de kerk. In de hoek, gevormd door de noordbeuk en een transeptarm, staat een achtkantige traptoren, langs waar men de toren kan bereiken. In de kerk staan altaren uit de 17e en de 18e eeuw. Het kerkorgel is gebouwd door Hooghuys. De Sint-Antoniusommegang uit de 19e eeuw, rond de kerk, is een uiting van volksdevotie.

## Galerij

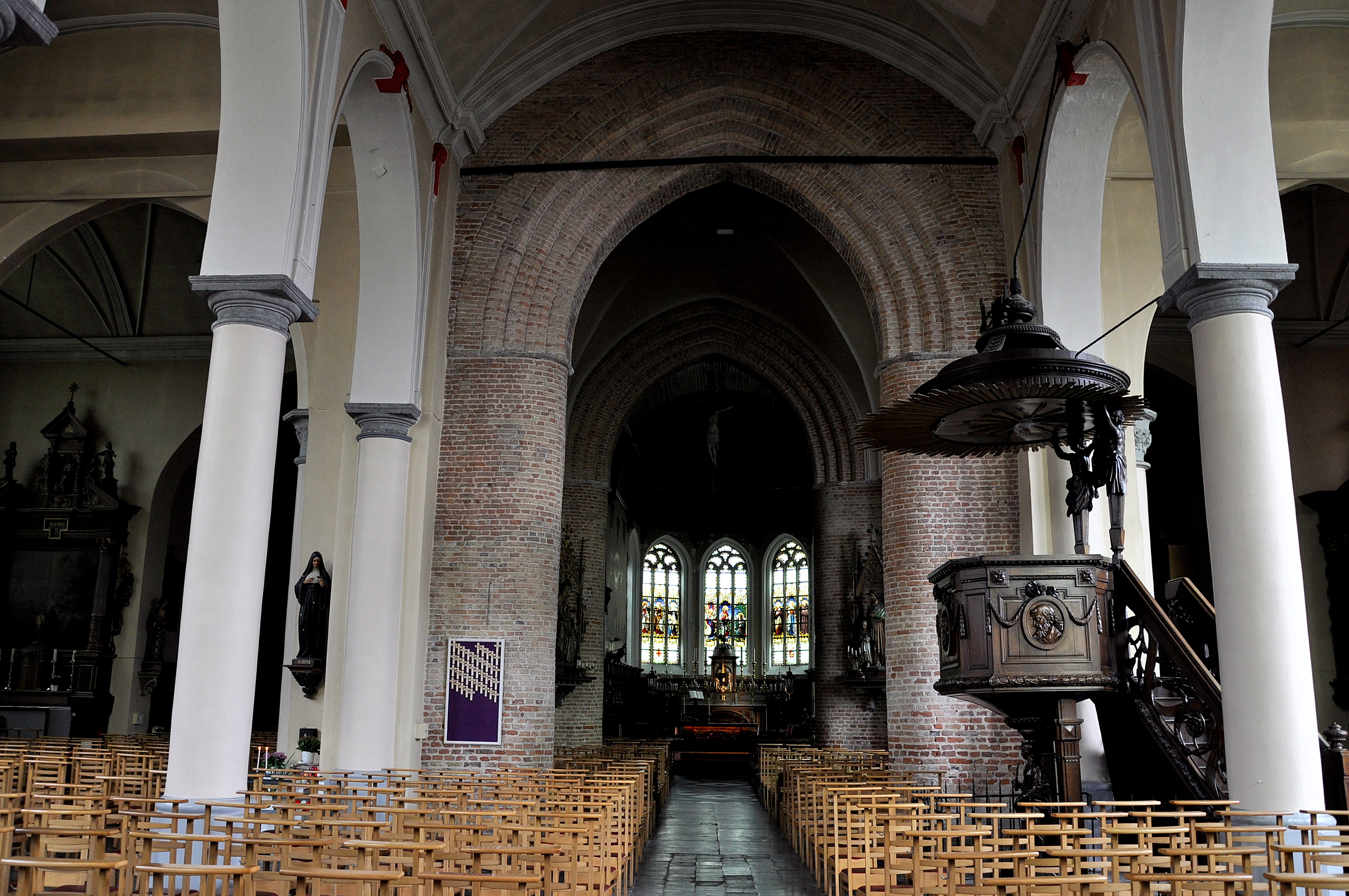
Het schip
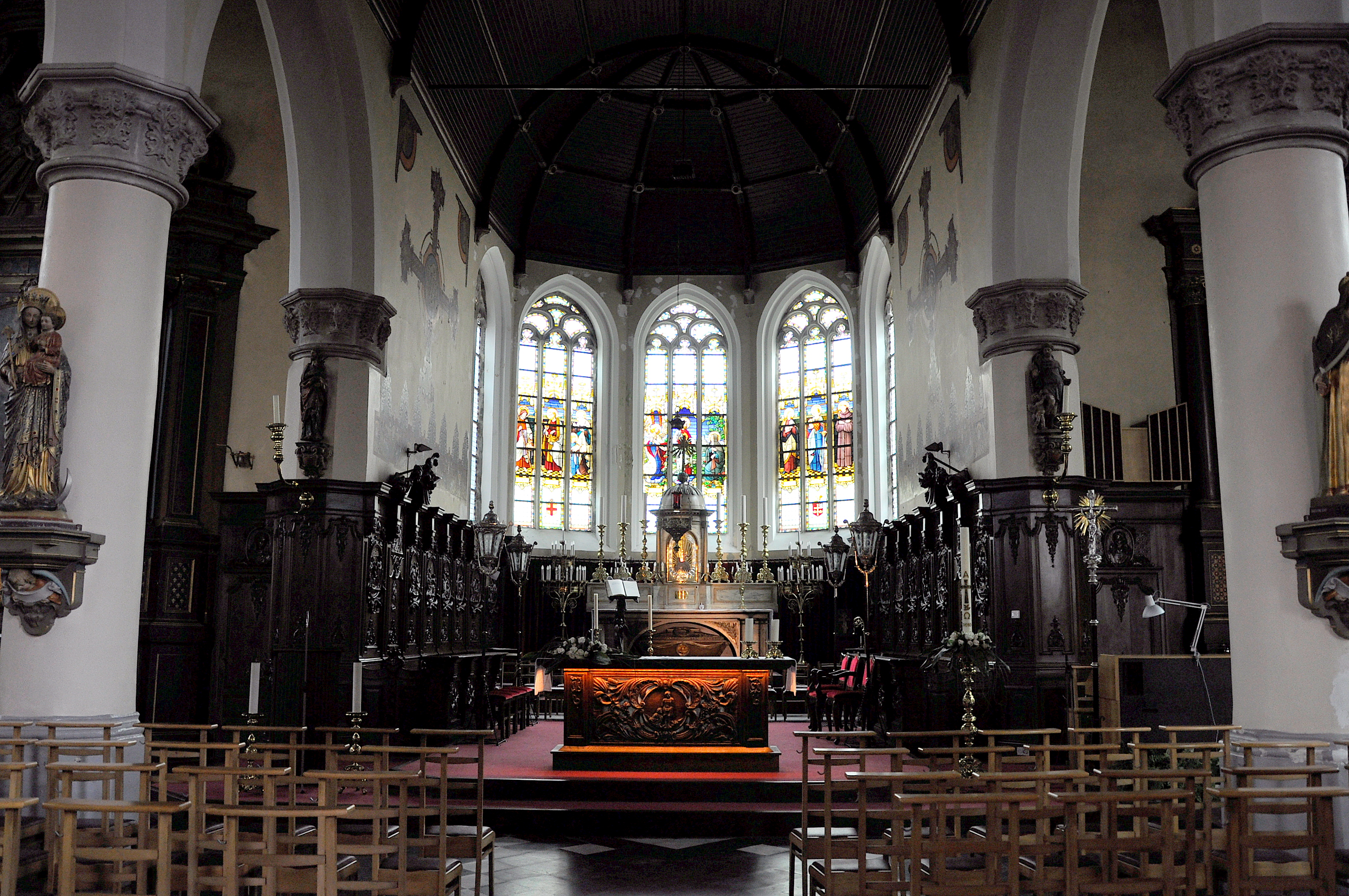
Het koor
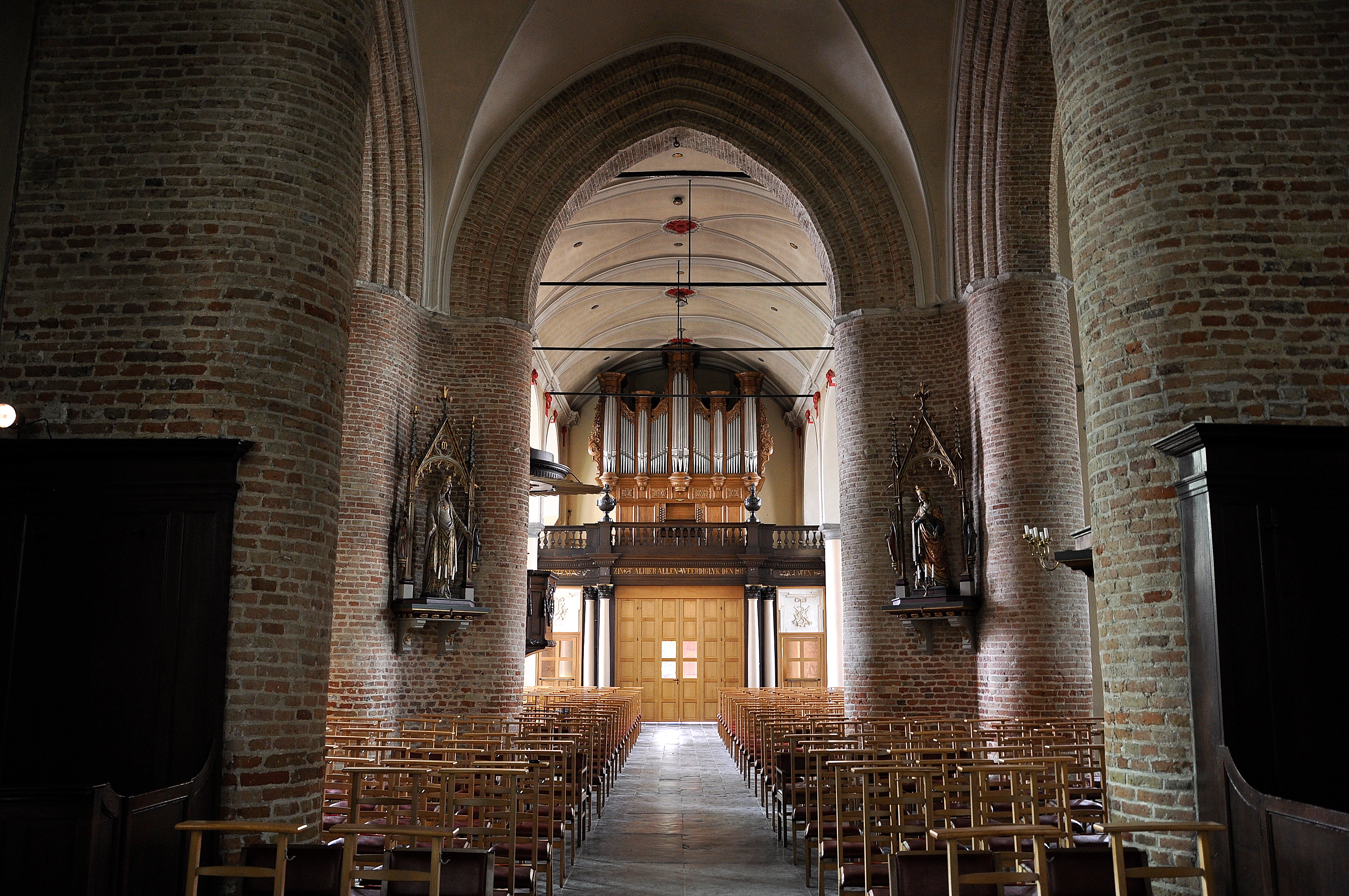
de achterzijde

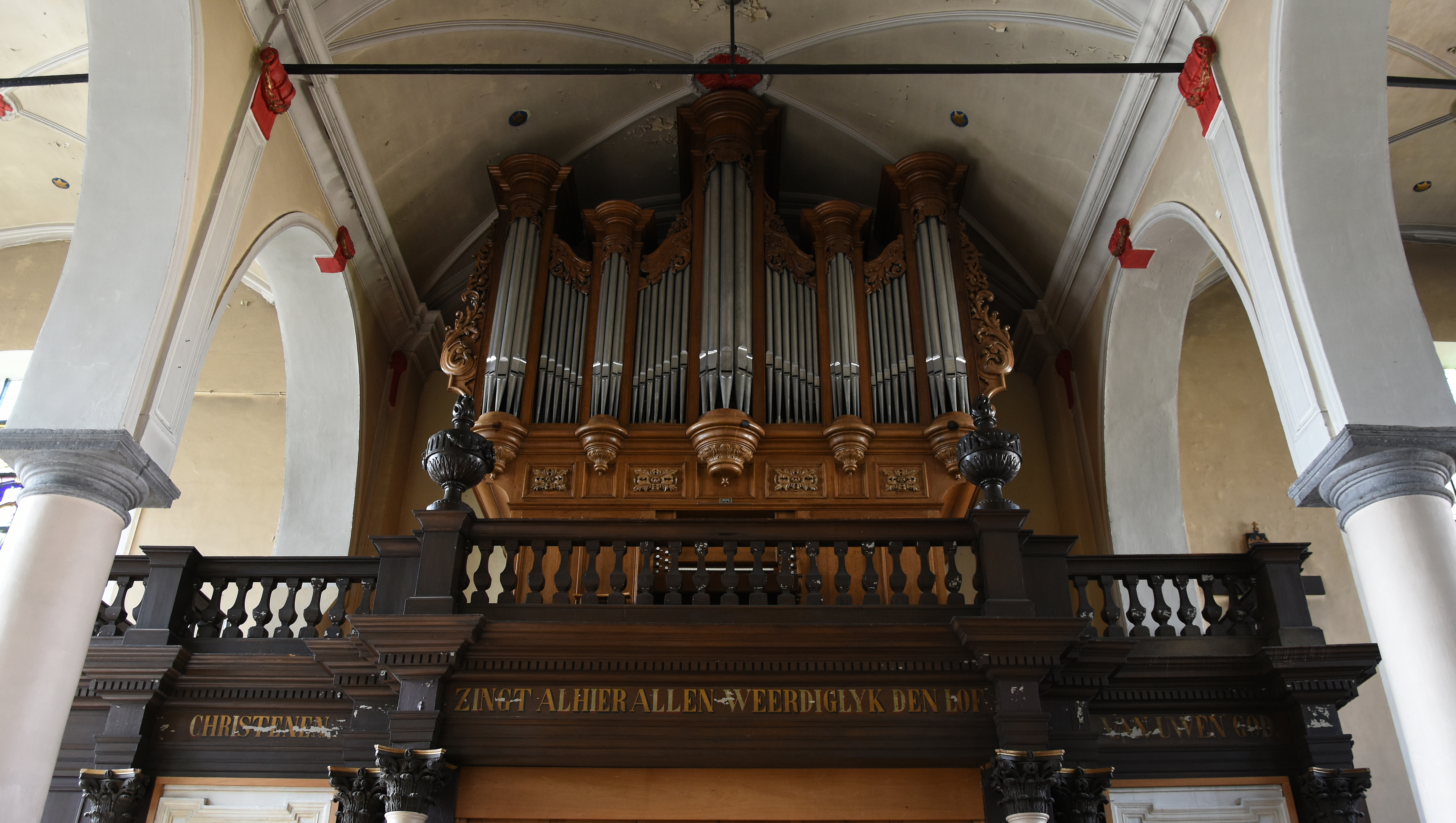
Het kerkorgel, gebouwd door Louis-Benoît Hooghuys
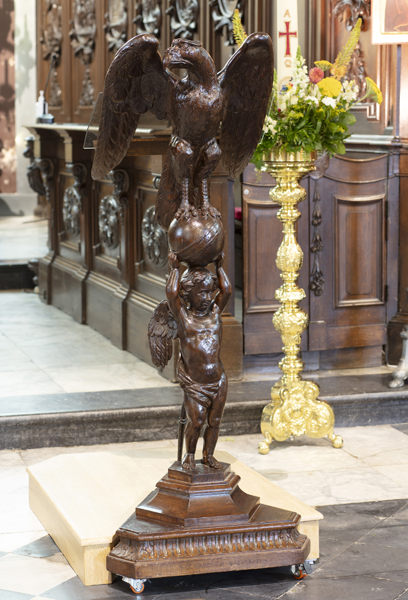
Lezenaar met adelaar
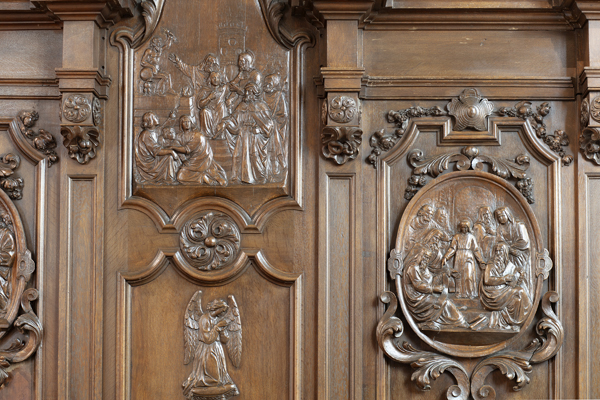
Koorlambrizering (door Petrus Cornelius De Preter)